# Transilien U
| Ein Zug der Linie U im Bahnhof von Saint-Quentin-en-Yvelines |                      |
| Streckenlänge:                                               | 31 km                |
| Spurweite:                                                   | 1435 mm (Normalspur) |
|                                                              |                      |
| Fahrgäste täglich                                            | 55.000               |
| Stationen                                                    | 10                   |
| Eröffnung 0                                                  | 2004 0               |

Die Linie Transilien U ist Bestandteil des Transilien-Netzes im Ballungsraum Paris. Sie verbindet das Zentrum von Paris mit den südwestlichen Vorstädten. Startpunkt der Linie ist der Bahnhof La Défense. Endpunkt ist der Bahnhof von La Verrière.

## Geschichte
Am 2. August 1839 wurde die Strecke La Défense – Viroflay als Teil der Strecke Paris – Versailles-Rive-Droite eröffnet. Am 12. Juli 1849 folgte dann die Eröffnung des  Streckenabschnitts Viroflay – La Verrière als Teil der Bahnstrecke Paris–Brest.
Ende 2004 wurde dann auf dieser Strecke die Transilien-Linie U in Betrieb genommen.

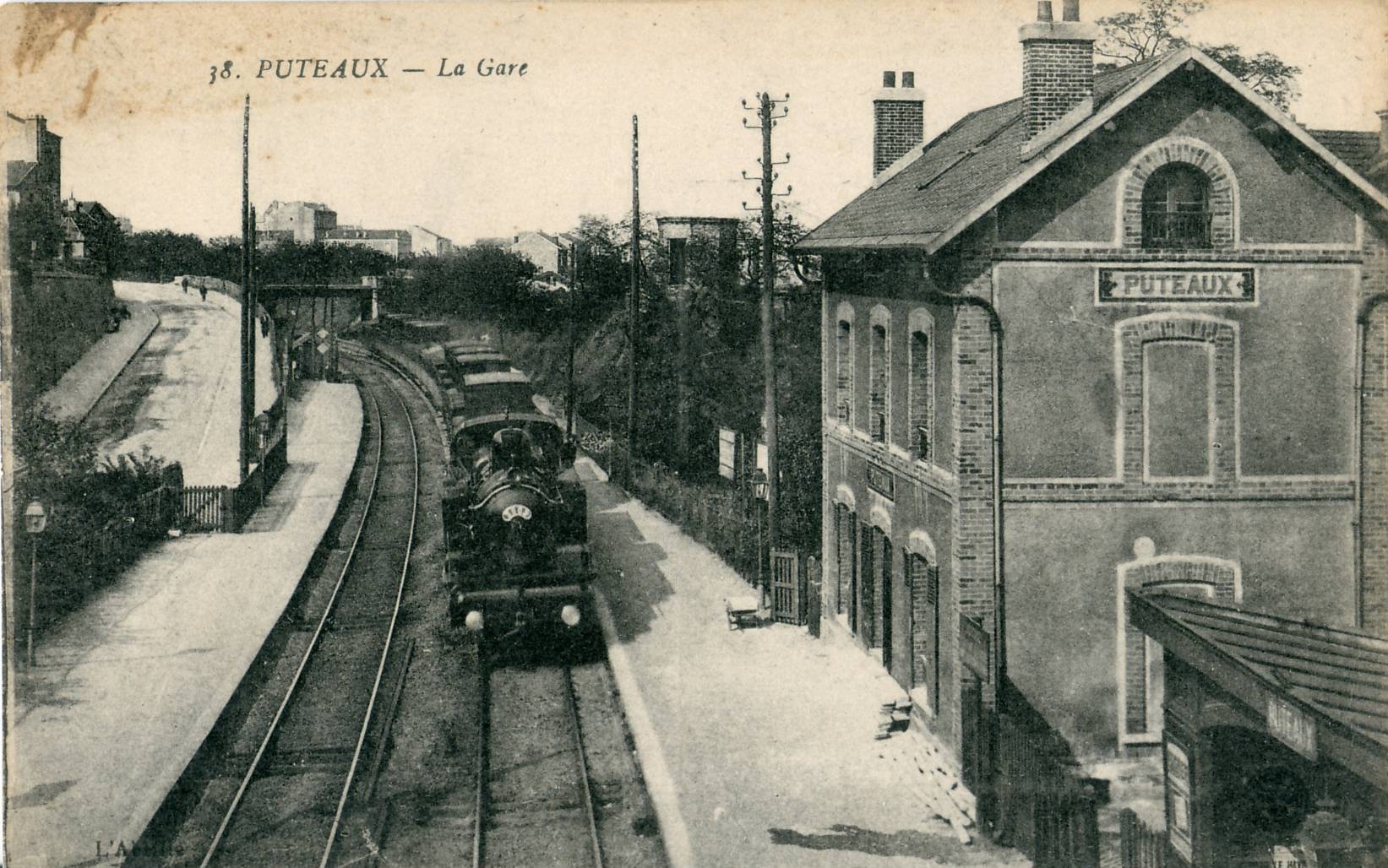
Bahnhof Puteaux, Anfang 20. Jahrhundert
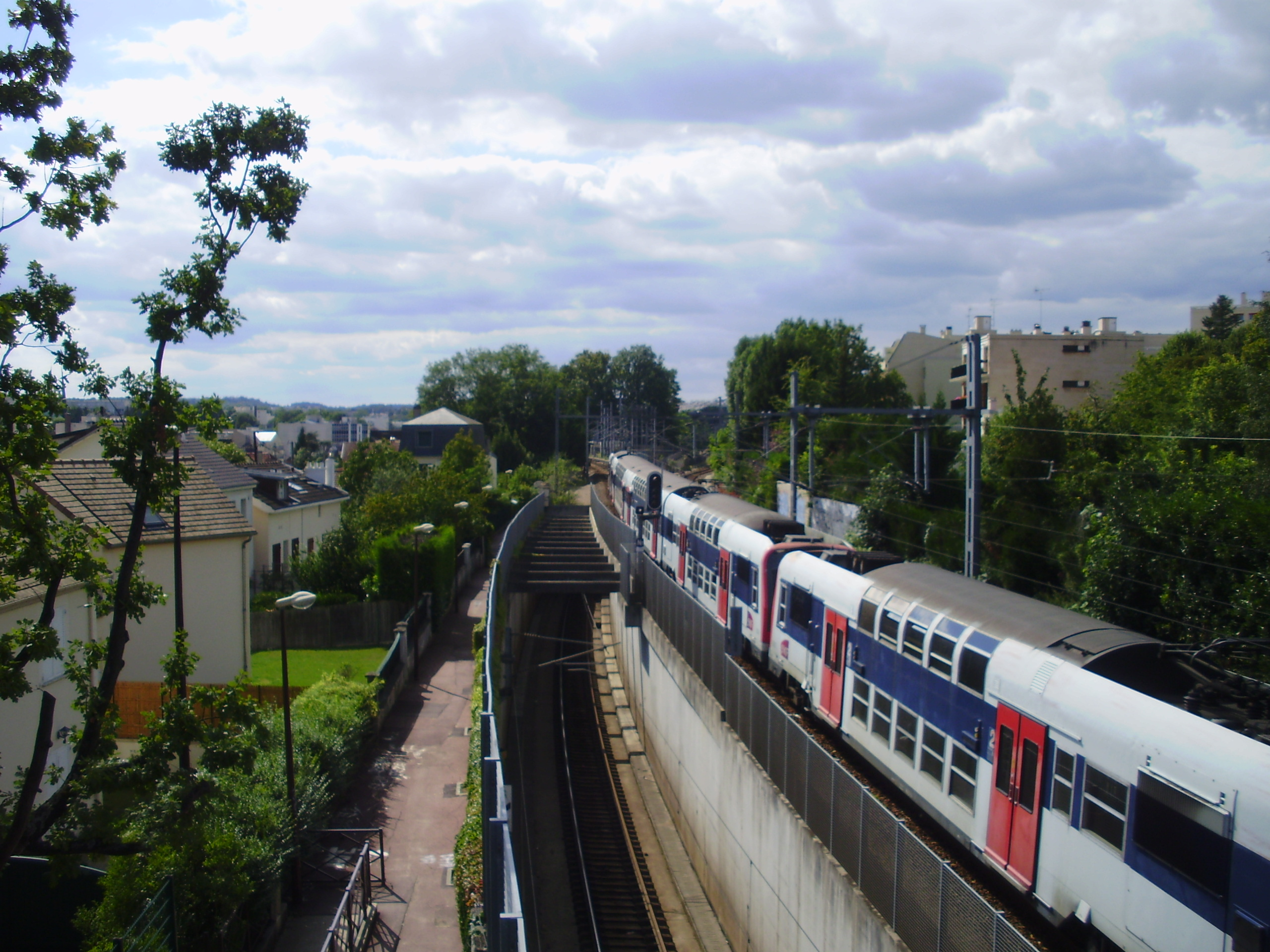
Strecke der Linie U bei Viroflay
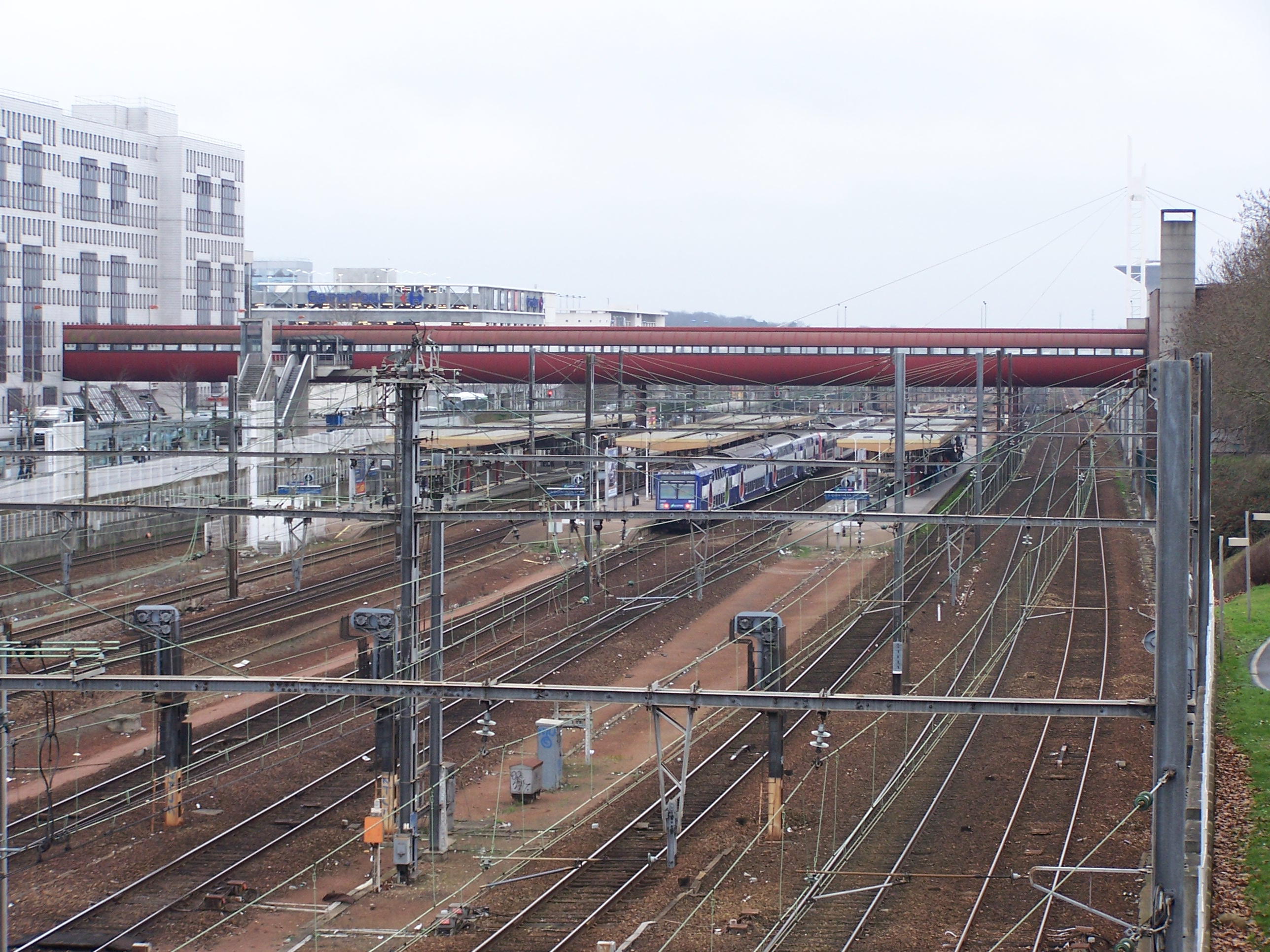
Bahnhof Saint-Quentin-en-Yvelines

## Linienverlauf

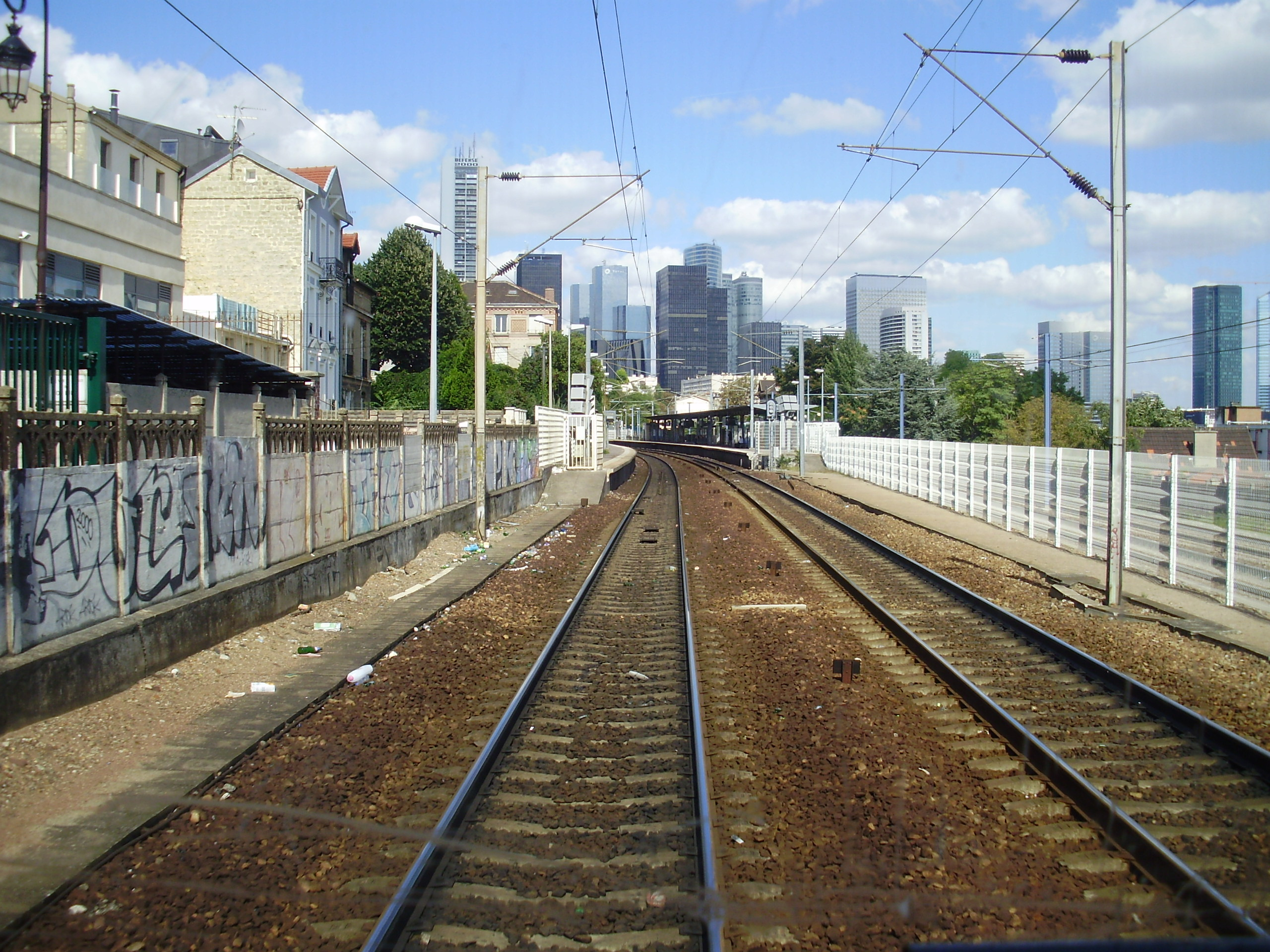
Strecke der Linie U bei Puteaux

Netzplan Transilienlinie U

## Umsteigemöglichkeiten
- In La Défense:
- In Puteaux:
- In Suresnes-Mont-Valérien:
- In Le Val d’Or:
- In Saint-Cloud:
- In Versailles-Chantiers:    , TER Centre, TER Pays de la Loire, TGV
- In Saint-Cyr:
- In Saint-Quentin-en-Yvelines:
- In Trappes:
- In La Verrière: